# Średniowieczne biblioteki arabskie
Biblioteki arabskie rozwijały się w trzech etapach: 
- Pierwsze biblioteki arabskie powstawały przy meczetach, gdzie spotykali się wierni szukający wiedzy oraz uczeni poszukujący uczniów i słuchaczy. Gromadzono tam rękopisy związane z religią, prawem oraz językiem arabskim.
- Pojawienie się instytucji naukowych i ściśle z nimi związanych bibliotek. Najsłynniejsza to Bajt al-Hikma w Bagdadzie, założona w roku 830 przez kalifa Al-Mamuna. Fatymidzi założyli bibliotekę w Kairze (2 poł. X w.) przy akademii Dar al-Ilm. Nie mniejszą sławą cieszyła się biblioteka Umajjadów w Kordobie oraz trzy wielkie biblioteki w Bucharze (XI w.), Trypolisie[a] i w twierdzy Alamut.

Poza tym istniały liczne ogromne księgozbiory prywatne, również prowadzone przez kobiety (A'isza Bint Ahmad z Kordoby X/XI w.).
- Trzeci etap to madrasy, wyższe uczelnie muzułmańskie wyposażone we własne księgozbiory. Najstarsza taka szkoła to An-Nizamijja w Bagdadzie.

Korzystanie z bibliotek (często nawet prywatnych) było powszechne, bezpłatne, dostępne dla każdego, łącznie z możliwością otrzymania materiałów piśmienniczych do kopiowania tekstów.
Największe biblioteki mieściły się często w osobnych budynkach lub przynajmniej w oddzielonych pomieszczeniach. Zbiory zazwyczaj porządkowano według działów, a najbardziej poczytne dzieła udostępniano w kilku, a nawet kilkudziesięciu egzemplarzach.
Książki przechowywano w zamkniętych szafach, ułożone jedna na drugiej (system ten przetrwał do obecnych czasów w niektórych bibliotekach wschodnich, np. Uniwersytetu Bagdadzkiego). Prowadzono również katalogi w formie książkowej, w których spisywano tytuły dzieł, najczęściej bez podawania nazwisk autorów.